# Поповка (городской округ Солнечногорск)
Поповка — деревня в Московской области России. Входит в городской округ Солнечногорск. Население — 2 чел. (2010).

## География
Деревня расположена на северо-западе Московской области, в западной части округа, у границы с Клинским районом, примерно в 14 км к западу от центра города Солнечногорска, с которым связана прямым автобусным сообщением, между впадающей в Истринское водохранилище рекой Катыш и её небольшим притоком — рекой Талицей.
В деревне 4 улицы — Верхняя, Луговая, Набережная и Нижняя, приписано 2 садоводческих товарищества. Ближайшие населённые пункты — деревни Горки, Красный Холм, Лазарево и Сырково.

## История
В середине XIX века деревня Поповка 1-го стана Клинского уезда Московской губернии принадлежала княгине Настасье Петровне Догоруковой, 8 дворов, крестьян 41 душа мужского пола, 33 души женского пола.
В «Списке населённых мест» 1862 года — владельческая деревня Клинского уезда по правую сторону Звенигородского тракта, в 20 верстах от уездного города и 18 верстах от становой квартиры, при реке Чёрной, с 12 дворами и 60 жителями (38 мужчин, 22 женщины).
По данным на 1899 год — деревня Троицкой волости Клинского уезда с 122 душами населения.
В 1913 году — 20 дворов, чайная лавка.
По материалам Всесоюзной переписи населения 1926 года — центр Поповкинского сельсовета Троицкой волости Клинского уезда в 8,5 км от Пятницкого шоссе и 16 км от станции Подсолнечная Октябрьской железной дороги, проживал 141 житель (62 мужчины, 79 женщин), насчитывалось 26 хозяйств, среди которых 22 крестьянских.
С 1929 года — населённый пункт в составе Солнечногорского района Московского округа Московской области. Постановлением ЦИК и СНК от 23 июля 1930 года округа как административно-территориальные единицы были ликвидированы.
1929—1939 гг. — деревня Горковского сельсовета Солнечногорского района.
1939—1954 гг. — деревня Дудкинского сельсовета Солнечногорского района.
1954—1957, 1960—1963, 1965—1976 гг. — деревня Рахмановского сельсовета Солнечногорского района.
1957—1960 гг. — деревня Рахмановского сельсовета Химкинского района.
1963—1965 гг. — деревня Рахмановского сельсовета Солнечногорского укрупнённого сельского района.
1976—1994 гг. — деревня Обуховского сельсовета Солнечногорского района.
С 1994 до 2006 гг. деревня входила в Обуховский сельский округ Солнечногорского района.
С 2005 до 2019 гг. деревня включалась в Кривцовское сельское поселение Солнечногорского муниципального района.
С 2019 года деревня входит в городской округ Солнечногорск, в рамках администрации которого относится с территориальному управлению Кривцовское.

## Население
| 1852 | 1859 | 1890 | 1899 | 1926 | 1932 | 1966 |
| ---- | ---- | ---- | ---- | ---- | ---- | ---- |
| 74   | ↘60  | ↗96  | ↗122 | ↗141 | ↘101 | ↘46  |
| 1998 | 2002 | 2010 |      |      |      |      |
| ↘9   | ↘4   | ↘2   |      |      |      |      |